# V Corvi
V Corvi är en pulserande variabel av Mira Ceti-typ (M) i stjärnbilden  Korpen.
Stjärnan har en visuell magnitud som varierar mellan +10,2 och lägre än 15,1 med en period av 195 dygn.